# 1000 Miles
1000 Miles är en sång skriven av David Stenmarck och Niklas Jarl, och framförd av H.E.A.T. i Melodifestivalen 2009. Låten deltog i den tredje deltävlingen i Skellefteå Kraft Arena den 14 februari 2009, och gick till final där den slutade på sjunde plats.
Singeln nådde som högst tredje plats på den svenska singellistan.
Den 26 april 2009 gick melodin in på Svensktoppen , där den sedan låg i 26 veckor .

## Listplaceringar
| Lista (2009) | Topplacering |
| ------------ | ------------ |
| Sverige      | 3            |

## Medverkande (H.E.A.T)
- Kenny Leckremo - sång
- Dave Dalone - elgitarr
- Eric Rivers - elgitarr
- Jimmy Jay - elbas
- Jona Tee - klaviatur, bakgrundssång
- Crash - trummor